# Gentle-Gletscher
Der Gentle-Gletscher ist eine kleine Gletscherzunge im ostantarktischen Viktorialand. In der Convoy Range fließt der Gletscher östlich und unmittelbar unterhalb des Forecastle Summit in südlicher Richtung in das ansonsten gletscherfreie Barnacle Valley. Er ist Teil des Northwind-Fry-Gletscher-Systems.
Die Benennung erfolgte auf Vorschlag des neuseeländischen Geologen Christopher J. Burgess in Erinnerung an die Unterstützung der Erkundungsmannschaften durch Hubschrauber der United States Navy zwischen 1976 und 1977, deren Deckname Gentle lautet.